# Masters de Montecarlo 2005
El Masters de Montecarlo 2005 fue un torneo de tenis masculino jugado sobre tierra batida. Fue la 99.ª edición de este torneo. Se celebró entre el 11 y el 17 de abril de 2005.

## Campeones

### Individuales
Rafael Nadal vence a  Guillermo Coria, 6–3, 6–1, 0–6, 7–5.

### Dobles
Leander Paes /  Nenad Zimonjić vencen a  Bob Bryan /  Mike Bryan, walkover.